# Caïpiroska
La caïpiroska ou caïpivodka est un cocktail de la cuisine brésilienne, à base de vodka, de citron vert, et de sucre roux. Variante des caïpirinha du Brésil, ou des ti-punch et daïquiri des Antilles et de Cuba, avec de la vodka à la place du rhum. 

## Histoire
La caïpiroska ou caïpivodka est une variante des caïpirinha très populaires de la cuisine brésilienne, dont la cachaça (variante du rhum) est remplacée par de la vodka, et rebaptisé avec un nom à consonance Russe.  

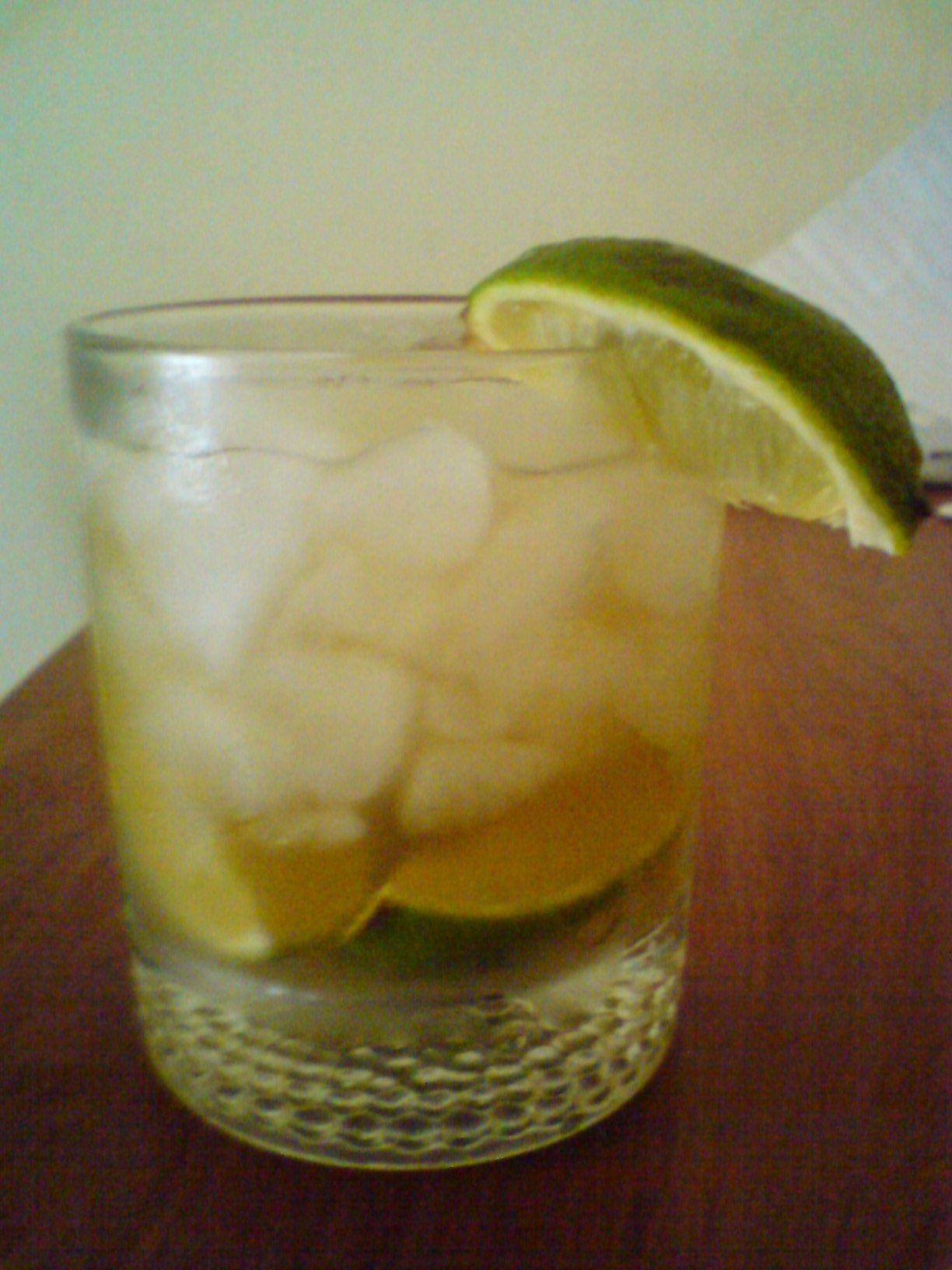

## Recette
- Vodka 60 ml
- ½ citron vert, coupé en quartiers
- 1 cuillère à café de sucre brun
- Glace pilée

Écraser des tranches d'un demi citron vert dans un verre. Ajoutez une cuillère à café du sucre roux. Broyer et mélanger avec un mortier en bois. Remplir le verre de cube de glace ou de glace pilée jusqu'au bord. Ajouter la vodka jusqu'à remplir le verre, et remuer à nouveau. Présenter avec un quartier de citron vert. A boire avec une paille.